# Taranis allo
Taranis allo is een slakkensoort uit de familie van de Raphitomidae. De wetenschappelijke naam van de soort is voor het eerst geldig gepubliceerd in 1934 door Jousseaume.